# Fikoerytryna

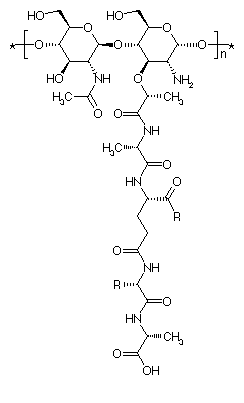
Fikoerytrynonobilina

Fikoerytryna (gr. phýkos – trawa morska, wodorost, erythrós – czerwony) – czerwony barwnik, występujący u krasnorostów, kryptofitów i sinic. Barwnik jest kompleksem chromoforu nazywanego fikoerytrobiliną i białka. Fikoerytryna wchodzi w skład fikobilisomów.